# Lopagno
Lopagno (in dialetto ticinese Lopàgn) è una frazione di 693 abitanti del comune svizzero di Capriasca, nel Canton Ticino (distretto di Lugano).

## Storia

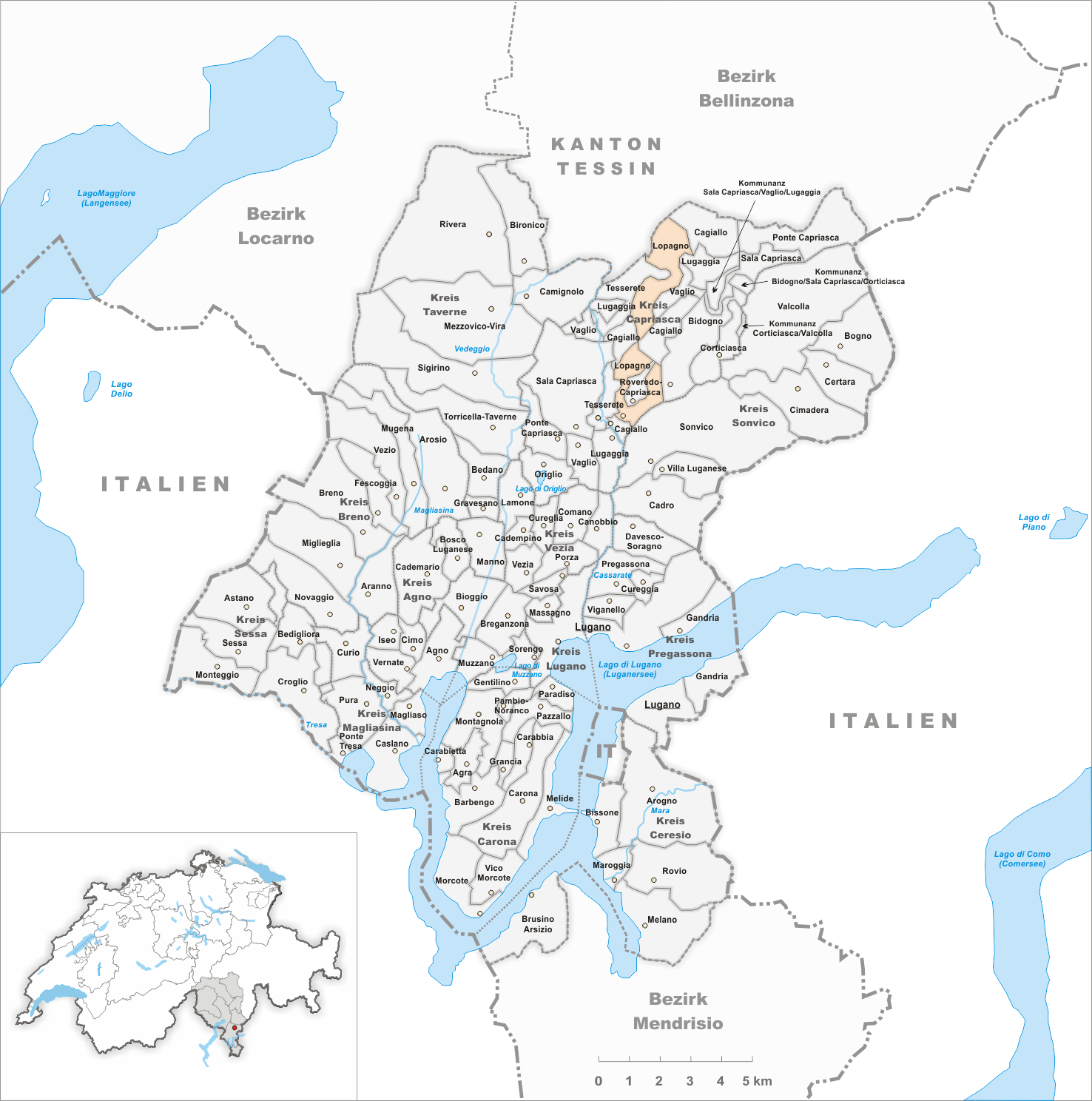
Il territorio del comune di Lopagno prima degli accorpamenti comunali del 2001

Già comune autonomo che si estendeva per 5,31 km², il 15 ottobre 2001 è stato accorpato agli altri comuni soppressi di Cagiallo, Roveredo, Sala Capriasca, Tesserete e Vaglio per formare il comune di Capriasca.

## Monumenti e luoghi d'interesse

### Architetture religiose
- Oratorio di Sant'Apollonia, del XVI secolo[1], a pianta rettangolare sormontata da una volta a botte lunettata con coro poligonale.  L'altare è in legno sostenuto da quattro pilastri ionici e frontone con un dipinto di Sant'Apollonia, del 1600 circa; un olio su tela della seconda metà del XVIII secolo rappresenta l'Annunciazione[senza fonte];
- Oratorio della Madonna della Neve in località Scampo, aula con portico e piccolo campanile a vela[senza fonte];
- Oratorio di Sant'Agata in località Oggio, aula con coro poligonale del 1757 e pala del XVIII secolo con San Paolo, sant'Agata e l'Immacolata Concezione[senza fonte];
- Oratorio di Sant'Antonio di Padova in località Treggia, del 1752-1753, con l'affresco della metà del XIX secolo con la Sacra Famiglia coi santi Antonio da Padova e Carlo Borromeo attribuito a Giovanni Battista Sertorio[senza fonte];
- Oratorio di San Giovanni Bosco in località Somazzo, aula del 1935 con portico e campanile a fianco della facciata[senza fonte].

### Architetture civili
- Villa Janua, dimora signorile eclettica edificata nel 1912 su commissione dell'armatore e avvocato genovese Gian Carlo Ageno dall'architetto Ernesto Quadri; è sede[senza fonte] dal 1952 dell'istituto per disabili Don Orione[1]. Presenta una torre belvedere e facciate arricchite da elementi architettonici e decorazioni pittoriche; circondata da una vasta proprietà, all'interno ha ambienti decorati in stile neorococò[senza fonte].

## Società

### Evoluzione demografica
L'evoluzione demografica è riportata nella seguente tabella:
Abitanti censiti

## Amministrazione
Ogni famiglia originaria del luogo fa parte del cosiddetto comune patriziale (unico per Lopagno, Cagiallo e Campestro) e ha la responsabilità della manutenzione di ogni bene ricadente all'interno dei confini della frazione.